# Postwaardestuk

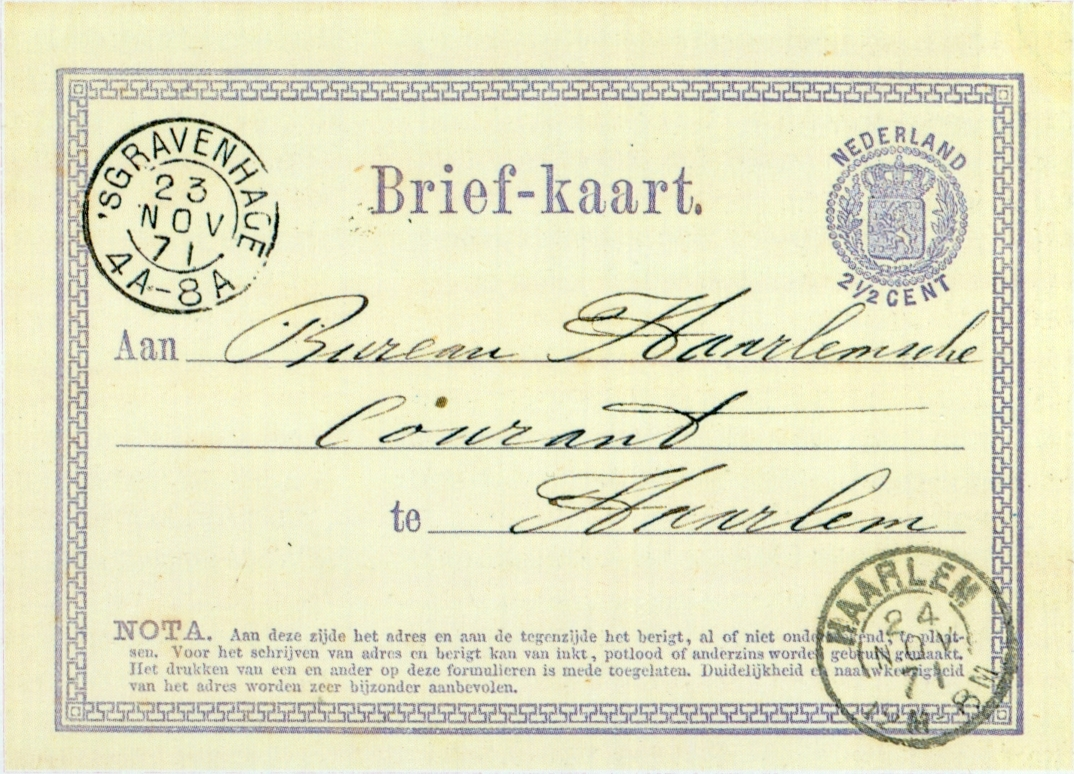
De eerste Nederlandse briefkaart (1871)

Onder een postwaardestuk verstaat men in de filatelie een poststuk met ingedrukt zegel. Volgens een wat oudere, wat formelere, definitie is een postwaardestuk een door een postadministratie uitgegeven formulier of couvert, bestemd voor postaal gebruik, en voorzien van een ingedrukt waardestempel. Bekende postwaardestukken zijn briefkaarten, postbladen, luchtpostbladen, verhuiskaarten en dergelijke.

## Poststukken en postwaardestukken
De naam 'postwaardestukken' is in Nederland pas rond 1960 in gebruik gekomen. Voor die tijd sprak men van 'poststukken'. Bij de posterijen verstaat men onder poststukken echter alle door de post vervoerde stukken, dus ook gewone brieven, drukwerk, etc. Om aan die verwarring een eind te maken, werd de nieuwe naam geïntroduceerd:

In het Nederlands Maandblad voor Philatelie was aan het eind van de vijftiger jaren een rubriek “Poststukken” opgenomen, die onder redactie stond van J.H. Broekman. Per februari 1960 veranderde hij de naam van deze rubriek in “Postwaardestukken”. Daarmee was de nieuwe naam voor de postale stukken met ingedrukt zegel in Nederland definitief gevestigd. Aan de invoering was enige discussie voorafgegaan, vooral in de Nederlandse Vereniging van Poststukken- en Poststempelverzamelaars (Po&Po) over de naamgeving van verschillende filatelistische verzamelobjecten. Uiteindelijk stelde drs. A.M.A. van der Willigen in een artikel in De Postzak – het orgaan van Po&Po - “een aantal logisch opgebouwde en van elkaar afgeleide benamingen voor(...), die deze vereniging thans als door haar voortaan gebruikelijk heeft aanvaard. (...) Als vertaling van 'Ganzsachen' (Duits), 'Entiers Postaux' (Frans) en 'Postal Stationery' (Engels) komt dus in het Nederlands 'Postwaardestukken'. De leek mag dan, als voorheen, desgewenst blijven spreken van stukken met 'ingedrukt zegel'”.
Enige tijd later lichtte Van der Willigen de verschillende nieuwe namen voor filatelistische verzamelobjecten in een artikel in het “Maandblad” nader toe. Hij gaf een uitgebreide opsomming van allerlei verschillende, voor de filatelist belangrijke objecten. Hij noemt vanzelfsprekend als eerste (en oudste) verzamelobject de postzegel. Vervolgens noemt hij de postetiketten, zoals het aantekenstrookje, expresse- en luchtpoststrookjes. Dan is de beurt aan de eofilatelistische stukken: brieven e.d. uit de tijd toen er nog geen postzegels waren. Als vierde groep verzamelobjecten noemt hij de postzegelstukken: alle stukken, waarop uitsluitend opgeplakte zegels voorkomen. En dan noemt hij als vijfde groep de postwaardestukken: “De toepassing der postzegels heeft al spoedig geleid tot het officieel bedrukken van enveloppen, briefkaarten en dergelijke met eenzelfde, of grotendeels met postzegels vergelijkbaar, zegelbeeld, waardoor zij bij de PTT, tezamen met de postzegels, worden gerangschikt onder de benaming 'postwaarden'. Daarbij aansluitend, en ter onderscheiding van 4, lijkt ons de benaming POSTWAARDESTUKKEN logischer dan het thans gebruikte woord 'poststukken', dat eigenlijk op elk postaal vervoerd stuk van toepassing is.”
Vervolgens onderscheidt Van der Willigen nog een groot aantal andere 'filatelistische verzamelobjecten'. In totaal komt hij tot ca. 32 groepen. Veel van de door hem voorgestelde namen worden tot op de dag van vandaag gebruikt.

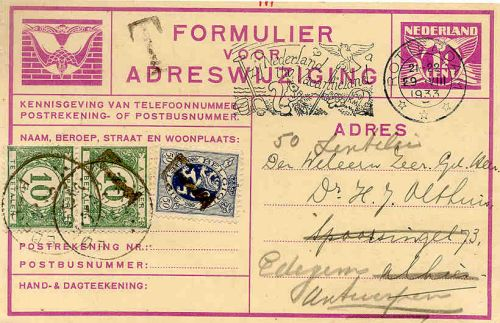
Verhuiskaart; in 1933 eerst verzonden binnen Rotterdam en daarna doorgezonden naar België en daar met port belast

## Catalogus
Nederlandse postwaardestukken zijn gecatalogiseerd door Albert Willem ten Geuzendam (1926 – 1997). Ten Geuzendam was postzegelhandelaar in Den Haag. Hij was ook verzamelaar van poststukken en postwaardestukken. De eerste editie van zijn Catalogus van Postwaardestukken van Nederland en Overzeese Rijksdelen verscheen in 1961. In 1997 verscheen de zevende editie. In 2008 verscheen van de catalogus, die nog altijd “de Geuzendam-catalogus” wordt genoemd, de achtste editie..

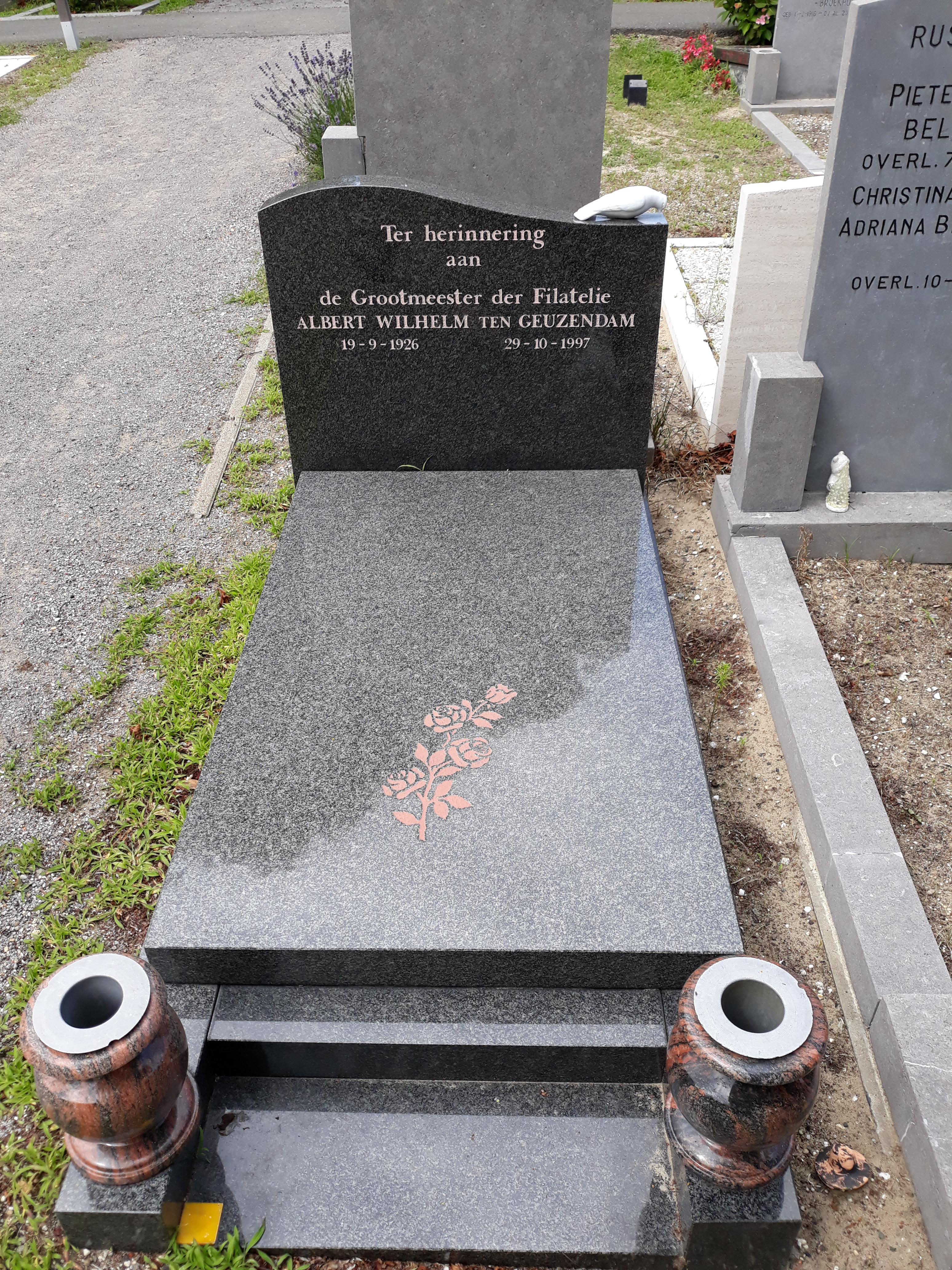
Het graf van filatelist Albert Willem ten Geuzendam op begraafplaats Oud Eik en Duinen te Den Haag.

## Voetnoten
1. ↑  Bernsen 1967, p. 201
2. ↑  Van der Willigen 1959
3. ↑  Broekman 1960
4. ↑  Van der Willigen 1961, p. 39
5. ↑  Om precies te zijn onderscheidt Van der Willigen 1959: 23 postale en 9 niet-postale groepen en Van der Willigen 1961: 22 postale en 4 niet-postale
6. ↑  Ruud van Capelleveen - “Albert Willem ten Geuzendam” in de online postzegelencyclopedie van Filahome; geraadpleegd 2010-05-24
7. ↑  Over de 8e editie van de “Geuzendam” op de website van “Po & Po” (de Nederlandse Vereniging van Poststukken- en Poststempelverzamelaars); geraadpleegd 2010-05-24